# Apokalipso
Vous pouvez aider à l'améliorer ou bien discuter des problèmes sur sa page de discussion.
- Son texte doit être wikifié : il ne correspond pas à la mise en forme Wikipédia (style, typographie, liens internes, liens entre les wikis, etc.). (Marqué depuis juillet 2023)
- Il n’est pas rédigé dans un style encyclopédique. (Marqué depuis juillet 2023)
- Il est orphelin : moins de trois articles lui sont liés. Aidez à ajouter des liens en plaçant le code [[Apokalipso]] dans les articles relatifs au sujet. (Marqué depuis juillet 2023)

Albums de Darko Rundek
U širokom svijetu
(2000)
Apokalipso (Apocalypse) est le premier album solo du chanteur croate Darko Rundek. L'album, enregistré en 1996 et sorti en 1997, contient 12 chansons, dont le titre Señor. Le nom lui-même vient des mots apocalypse et calypso.
Il a été nommé d'après la pièce du même nom du théâtre &TD de Zagreb, mise en scène par sa femme Sanda Hržić.

## Arrière-plan
Le groupe Haustor a été fondé à la fin des années 1970 à Zagreb et s'est produit au festival Omladina à Subotica en 1980. Le groupe a officiellement sorti 4 albums. Un 5e album inachevé n'est sorti qu'en 2017.
Après l'effondrement de Haustor au début des années 1990, Rundek s'installe à Paris pour rejoindre sa femme et son fils nouveau-né. À Berlin, il reçoit le prix Ake Blomström.
Pendant la guerre de Croatie, il était rédacteur musical à la station Radio Brod. La radio a commencé avec une émission expérimentale le 7 avril 1993, afin de commencer le programme régulier le 1 juin de la même année. Le 28 février de l'année suivante, la diffusion de l'émission a été annulée, puis elle est revenue à l'antenne pendant une courte période début mars. The Observer et Newsweek ont écrit sur le travail de Brod.
Après l'interruption de la diffusion de Radio Brod, il a accordé une interview à Vreme Zabave, au supplément mensuel de la Vreme hebdomadaire.

## Album
L'album contient des chansons principalement inspirées de la musique calypso, mais l'album a aussi des motifs rock. Il a été enregistré à Paris et Zagreb en 1995 et 1996. L'album a été récompensé par Porin dans la catégorie chanson de l'année, hit de l'année, meilleure performance vocale masculine et meilleure vidéo.
En 2017, l'album est réédité par la maison de disques Dancing Bear sur CD et disque gramophone.

## Source
1. 1 2  (hr) Ante Perković, Rundek, između: knjiga o pjesmama, Zagreb, 2013, 172 p. (ISBN 9789537830076)
2. ↑  (sr) Dušan Vesić, Bunt dece socijalizma, 2020 (ISBN 9788652137145)
3. ↑  (sh) Petar Janjatović, « Haustor » [« html »], sur Leksikon YU mitologije, 30 janvier 2014 (consulté le 12 juillet 2023)
4. ↑  (hr) « Darko Rundek najavljuje reizdanje ‘Apocalypsa’ dosad neobjavljenim singlom Haustora ‘Disanje’ - ravnododna », 25 mai 2017 (consulté le 12 juillet 2023)
5. ↑  (sr) « Fantom slobode », sur Peščanik, 4 octobre 2011 (consulté le 12 juillet 2023)
6. ↑  « Droit de Parole », sur broadcasting-fleet.com (consulté le 12 juillet 2023)
7. ↑  « Radio Brod », sur www.offshoreradiomuseum.co.uk (consulté le 12 juillet 2023)
8. ↑  « Radio Brod History 2 », sur www.offshoreradiomuseum.co.uk (consulté le 12 juillet 2023)
9. ↑  (sr) X. X. Z. Magazin, « Bolero u tajnom gradu - XXZ Portal », sur www.xxzmagazin.com, 14 mars 2017 (consulté le 5 août 2023)
10. ↑  « Šta znači Kalipso », sur staznaci.com (consulté le 12 juillet 2023)
11. ↑  « Porin • 1998 - O Porinu », sur arhiva.porin.info (consulté le 12 juillet 2023)
12. ↑  (sr) « Darko Rundek: ApoCalypso u novom ruhu i druženje sa publikom | Mascom », sur www.mascom.rs (consulté le 12 juillet 2023)